# Prefetto di palazzo
Il prefetto di palazzo è stato il gentiluomo della Real Casa incaricato di introdurre a palazzo i capi di Stato in visita ufficiale e gli ambasciatori e ministri plenipotenziari stranieri che presentavano le lettere credenziali al sovrano. 
Sotto la sua direzione era posta la Casa civile della quale facevano parte i cappellani, gli ingegneri e architetti, i medici e i chirurghi e gli artisti di corte.
Durante il Regno d'Italia (1861-1946), il ruolo di prefetto di palazzo venne ricoperto da un alto dignitario di corte che aveva anche le funzioni di maestro delle cerimonie al palazzo del Quirinale. A lui spettava, oltre alle cariche già espresse in generico, anche l'organizzazione di pranzi e festeggiamenti che si tenevano a palazzo, nonché le udienze, gli affari del personale di palazzo, i lutti della famiglia reale o di famiglie reali estere e le varie funzioni religiose cui la famiglia reale era chiamata a partecipare.

## Cronotassi
| N°           | Prefetto di Palazzo e Gran Maestro delle Cerimonie | Prefetto di Palazzo e Gran Maestro delle Cerimonie | Mandato | Mandato | Sovrano                                                 |
| N°           | Prefetto di Palazzo e Gran Maestro delle Cerimonie | Prefetto di Palazzo e Gran Maestro delle Cerimonie | Inizio  | Fine    | Sovrano                                                 |
| ------------ | -------------------------------------------------- | --- | ------- | ------- | ------------------------------------------------------- |
| 1            | ?                                                  | Pietro Pasqua Vivaldi (-) | 1850    | 1857    | Vittorio Emanuele II (1849-1878)                        |
| 2            | ?                                                  | Alessandro Canera di Salasco (-) | 1857    | 1862    | Vittorio Emanuele II (1849-1878)                        |
| 3            |                                                    | Ferdinando Arborio Gattinara di Breme (1807-1869) già Gran Maestro delle Cerimonie (nel 1861)                                                                                                 | 1862    | 1869    | Vittorio Emanuele II (1849-1878)                        |
| 4            | ?                                                  | Federico Morozzo della Rocca (?-?) | 1869    | 1870    | Vittorio Emanuele II (1849-1878)                        |
| 5            |                                                    | Maurizio Gerbaix de Sonnaz (1816-1892) Facenti funzioni già Primo Aiutante di Campo del Re | 1870    | 1871    | Vittorio Emanuele II (1849-1878)                        |
| 6            |                                                    | FIlippo Andre Doria-Pamphili-Landi (1813-1876) | 1871    | 1872    | Vittorio Emanuele II (1849-1878)                        |
| Nomen Nescio |                                                    | |         |         | Vittorio Emanuele II (1849-1878)                        |
| 7            |                                                    | Marcello Panissera di Veglio (1830-1886) Facente funzioni (1874-1876) | 1876    | 1886    | Vittorio Emanuele II (1849-1878) Umberto I (1878-1900)  |
| Nomen Nescio |                                                    | |         |         | Vittorio Emanuele II (1849-1878) Umberto I (1878-1900)  |
| 8            | ?                                                  | Cesare Federico Gianotti (?-?) già Gran Maestro delle Cerimonie (nel 1888) | 1897    | 1913    | Umberto I (1878-1900) Vittorio Emanuele III (1849-1878) |
| 9            |                                                    | Giovanni Battista Borea d'Olmo (1831-1936) | 1913    | 1936    | Vittorio Emanuele III (1900-1946)                       |
| Nomen Nescio |                                                    | |         |         | Vittorio Emanuele III (1900-1946)                       |
| 10           | - Gran Maestro delle Cerimonie: 1 -                | Ascanio Colonna di Paliano (1883-1971) Prefetto di Palazzo Gran Maestro delle Cerimonie: 1 - Luigi Arborio Mella di Sant'Elia (1936-1941) 2 - Umberto Ruffo di Calabria di Scilla (1936-1941) | 1942    | 1943    | Vittorio Emanuele III (1900-1946)                       |